# Гарна-сюр-Энжьевр
Гарна́-сюр-Энжье́вр (фр. Garnat-sur-Engièvre) — коммуна во Франции, находится в регионе Овернь. Департамент коммуны — Алье. Входит в состав кантона Шевань. Округ коммуны — Мулен.
Код INSEE коммуны — 03120.

## Население
Население коммуны на 2008 год составляло 727 человек.
| 1962 | 1968 | 1975 | 1982 | 1990 | 1999 | 2008 |
| ---- | ---- | ---- | ---- | ---- | ---- | ---- |
| 696  | 786  | 762  | 722  | 715  | 734  | 727  |

## Экономика
В 2007 году среди 438 человек в трудоспособном возрасте (15—64 лет) 326 были экономически активными, 112 — неактивными (показатель активности — 74,4 %, в 1999 году было 67,2 %). Из 326 активных работали 303 человека (174 мужчины и 129 женщин), безработных было 23 (7 мужчин и 16 женщин). Среди 112 неактивных 22 человека были учениками или студентами, 48 — пенсионерами, 42 были неактивными по другим причинам.